# Tierpark Petersberg
Koordinaten: 51° 35′ 37,2″ N, 11° 57′ 37,4″ O
Der Tierpark Petersberg ist ein Zoo in Petersberg im Saalekreis in Sachsen-Anhalt. Mit 1,5 Hektar Fläche gehört er zu den kleineren Zoos Deutschlands.

## Konzept und Gehege
Im Tierpark werden circa 50 Tierarten gehalten und gezeigt.
Indische Stachelschweine werden im Tierpark in einer besucherseitig geöffneten Anlage gezeigt, so dass Gäste die Tiere aus der Hand füttern können. In Zusammenarbeit mit dem Storchenhof Loburg e.V. hält der Tierpark Störche, die nicht mehr fähig sind, in der Natur zu überleben. Als eine von circa 20 zoologischen Einrichtungen in Deutschland werden im Tierpark Nordamerikanische Baumstachler gehalten und gezüchtet. In Zusammenarbeit mit dem Freundeskreis freilebender Wölfe e.V. setzt sich der Tierpark für den sinnvollen Umgang mit wilden Wölfen ein. Die Haltung und Zucht von Polarwölfen erfolgt seit 2006.
Als Vergesellschaftungsanlage verschiedener asiatischer Tiere werden in der Asien-Anlage unter anderem Weißnackenkraniche gehalten, die über das EEP (Europäisches Erhaltungszuchtprogramm) gezielt gezüchtet werden sollen. Die 700 m² große begehbare Australienvoliere zeigt zahlreiche australische Sittiche, Tauben und Finken. Die Vögel können von den Besuchern mit Hirsekolben gefüttert werden. Begehbare Streichelanlagen sind das Gehege der Ouessantschafe, der Kaninchen und die Australienvoliere.

### Wirtschaftsbereich
2020 wurde, finanziell gefördert durch LEADER (ein Konzept der EU für Regionalentwicklung), der neue Wirtschaftsbereich des Tierparks fertiggestellt. Er umfasst moderne Sozialräume sowie eine Futterküche mit Zerlegeraum, Tiefkühlzelle und Lager.

### Auffangstation
Als Beitrag zum aktiven Naturschutz bietet der Tierpark für den Saalekreis mehrere Auffanggehege und einen Auffangstall für die Aufnahme von verletzten oder verwaisten Wildtieren. Ziel der Station ist die Auswilderung nach Genesung.

## Geschichte
Der Tierpark Petersberg wurde 1965 auf Beschluss des Rates des Saalkreises und der Kreisleitung der SED gegründet. Das gesamte Gebiet um den Petersberg sollte als Naherholungsgebiet für Werktätigte dienen.
Die Gemeinde Petersberg verpachtete den Tierpark Anfang der 1990er Jahre an einen privaten Tierhalter. Es entstand der Natur- und Tierschutzverein Bergtierpark Petersberg e.V. Im Jahr 2000 übernahm der Förderverein Erholungsgebiet Petersberg e.V. die Trägerschaft des Tierparks.

## Fotogalerie

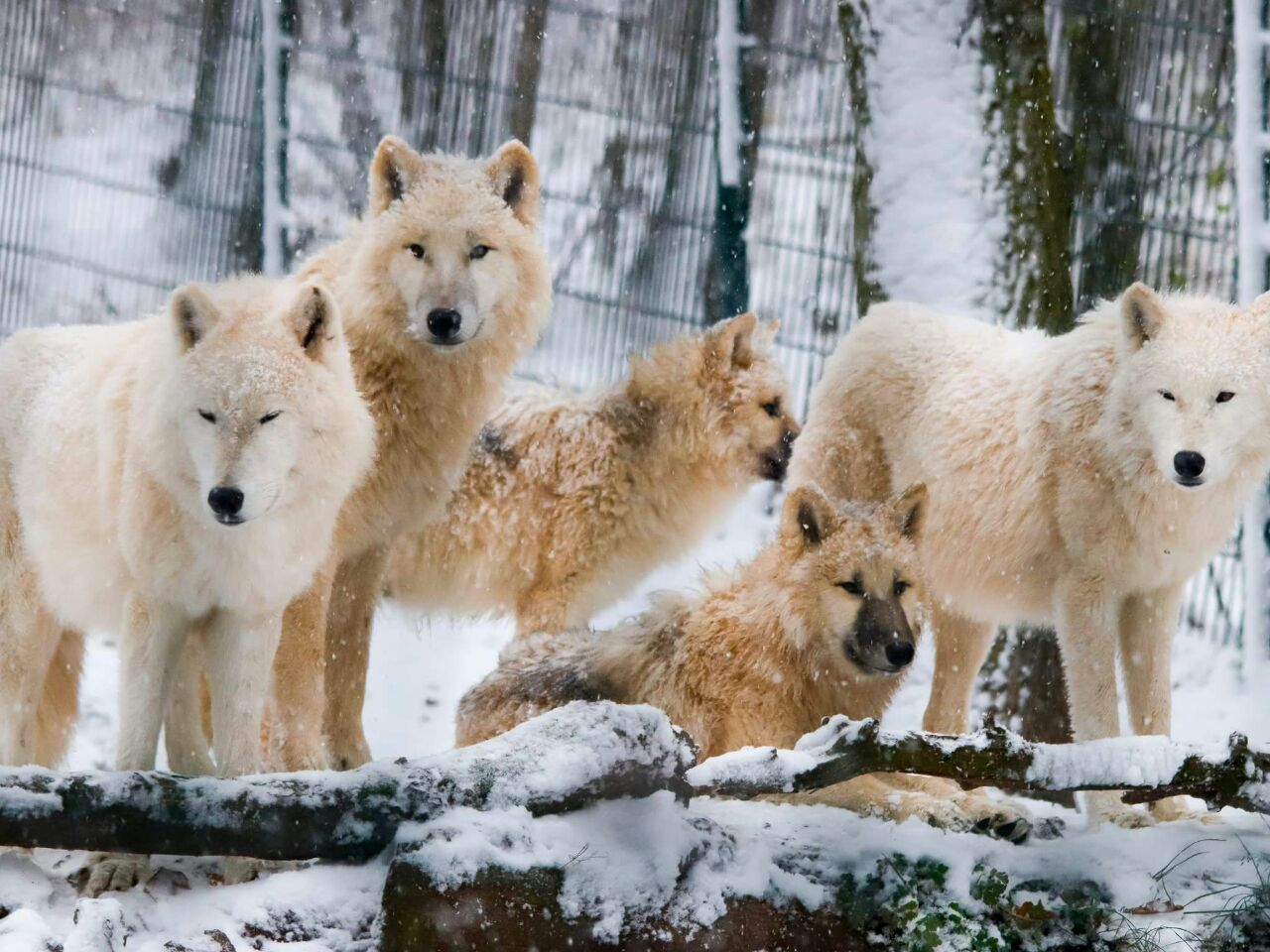
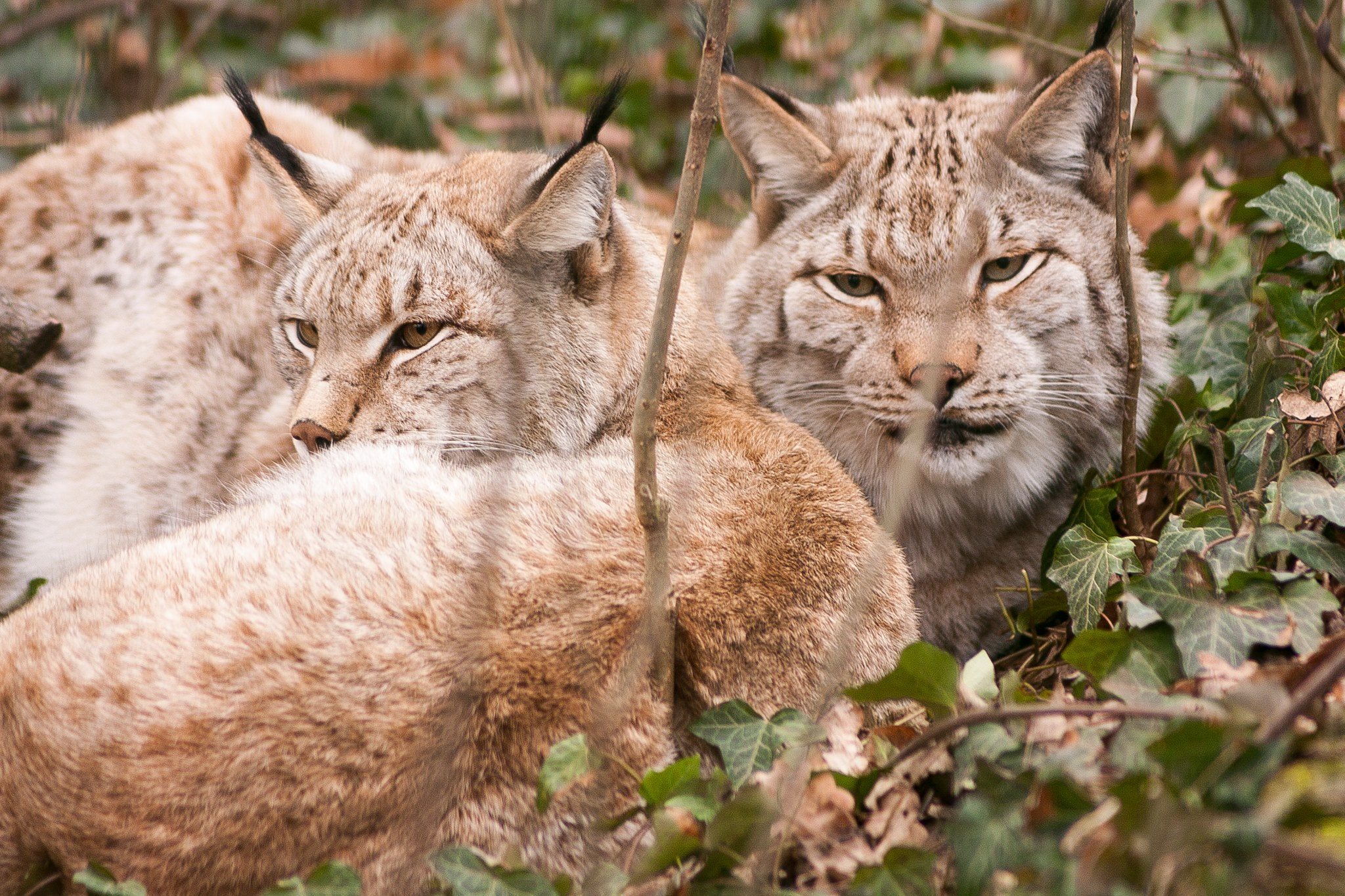
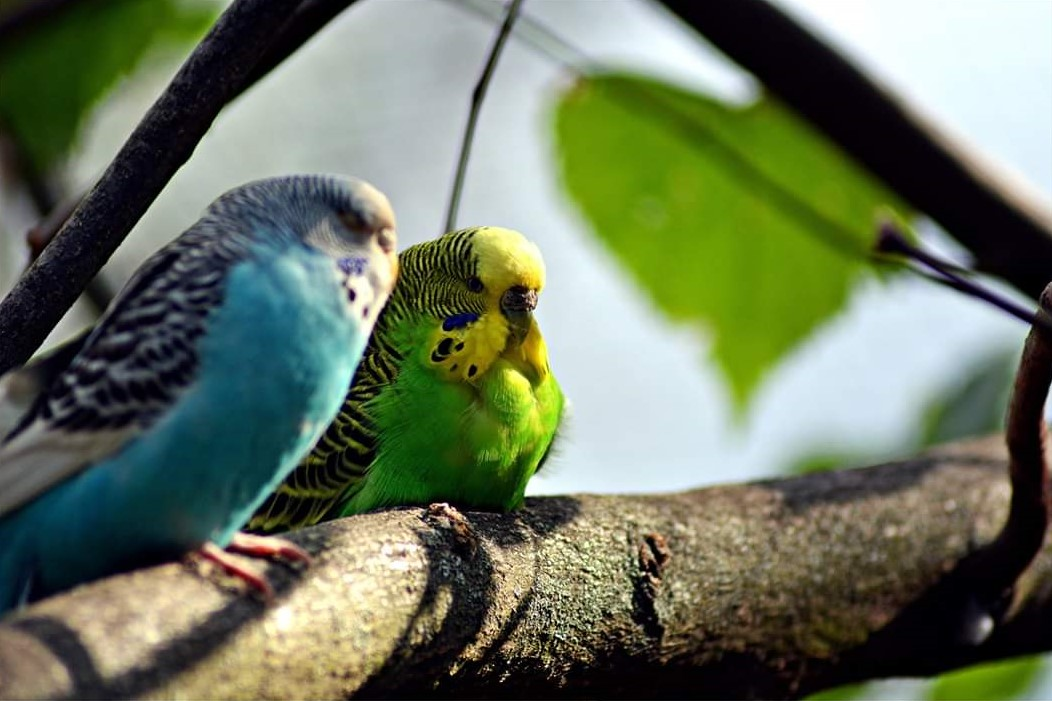
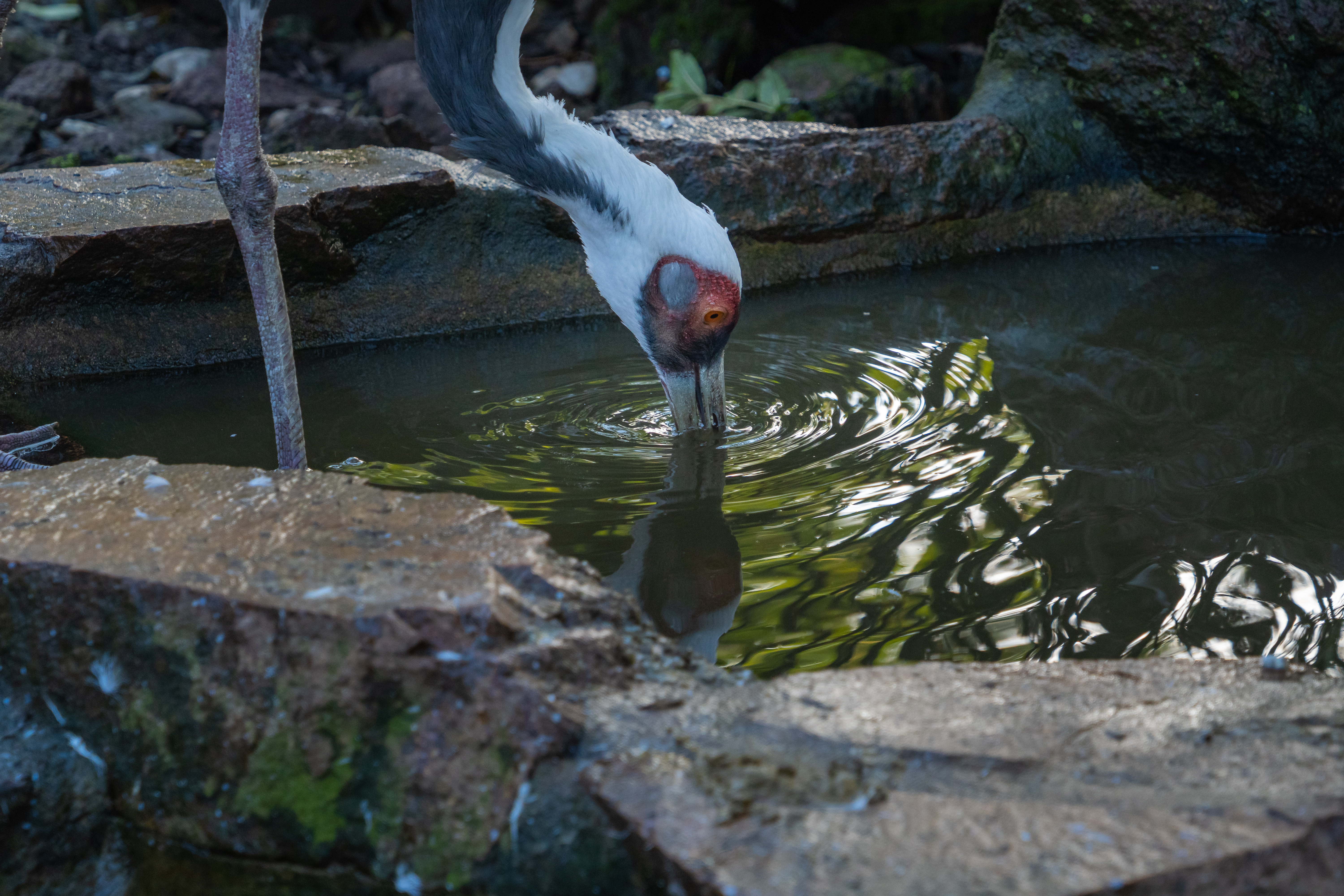
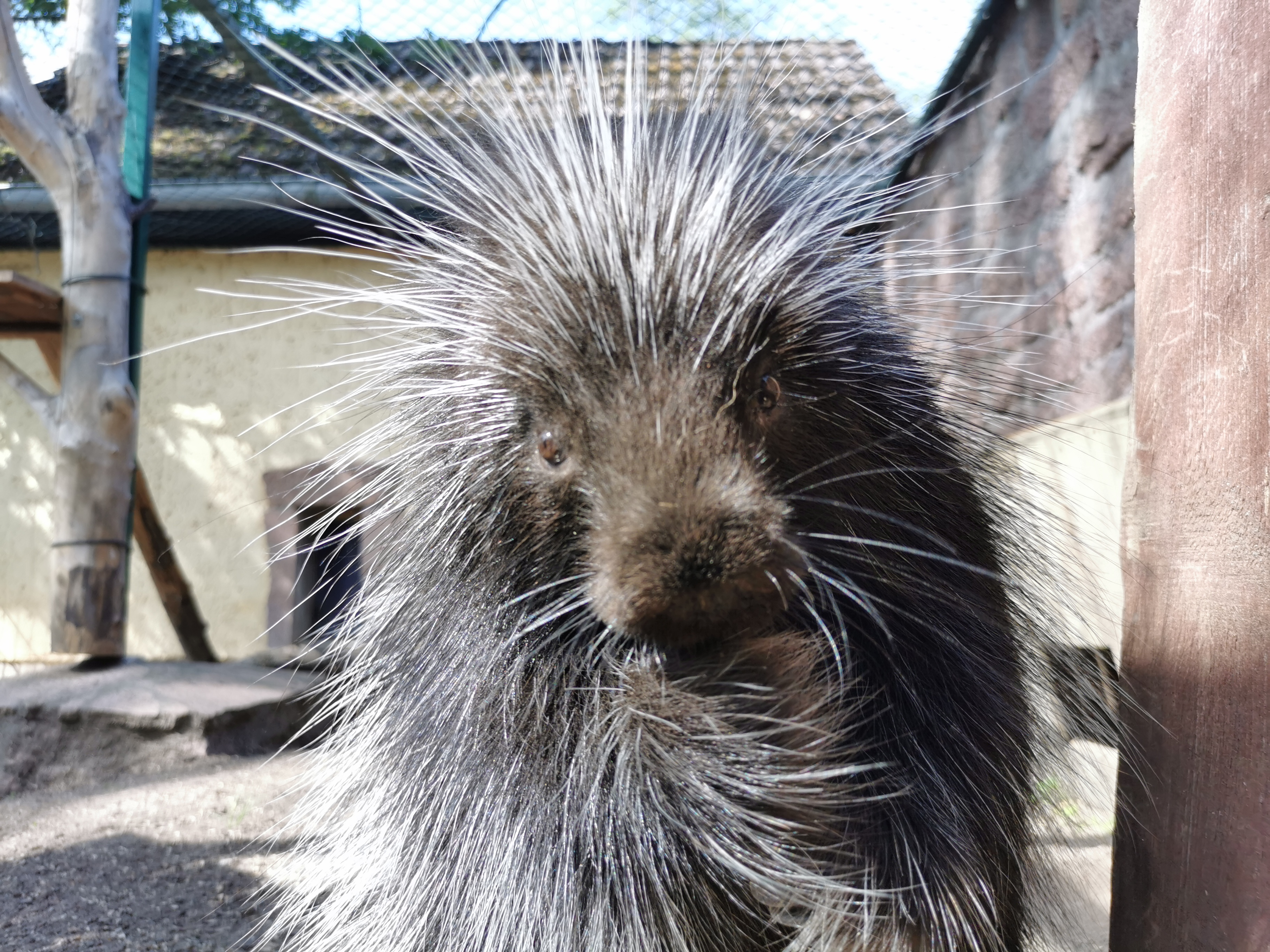
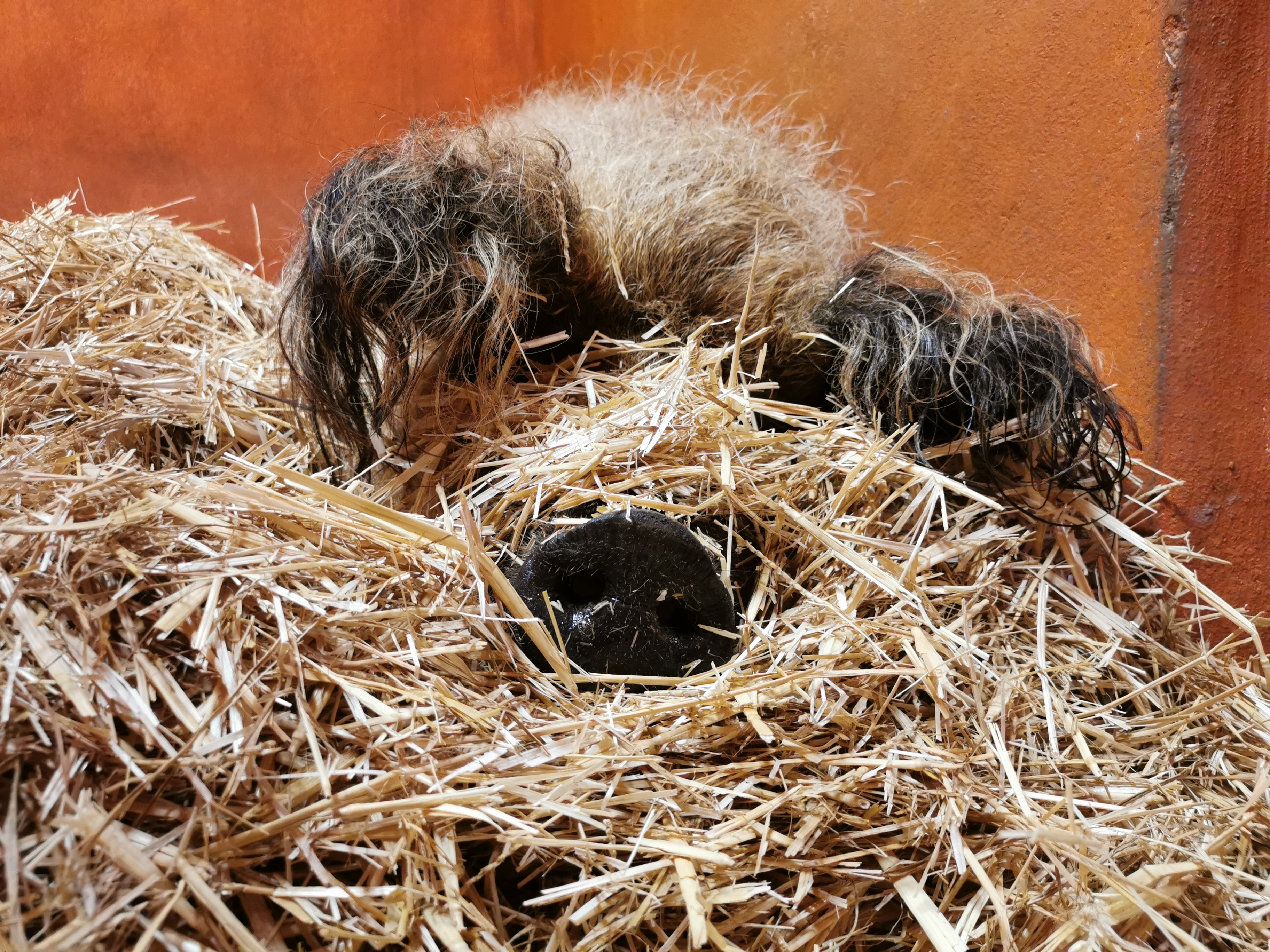
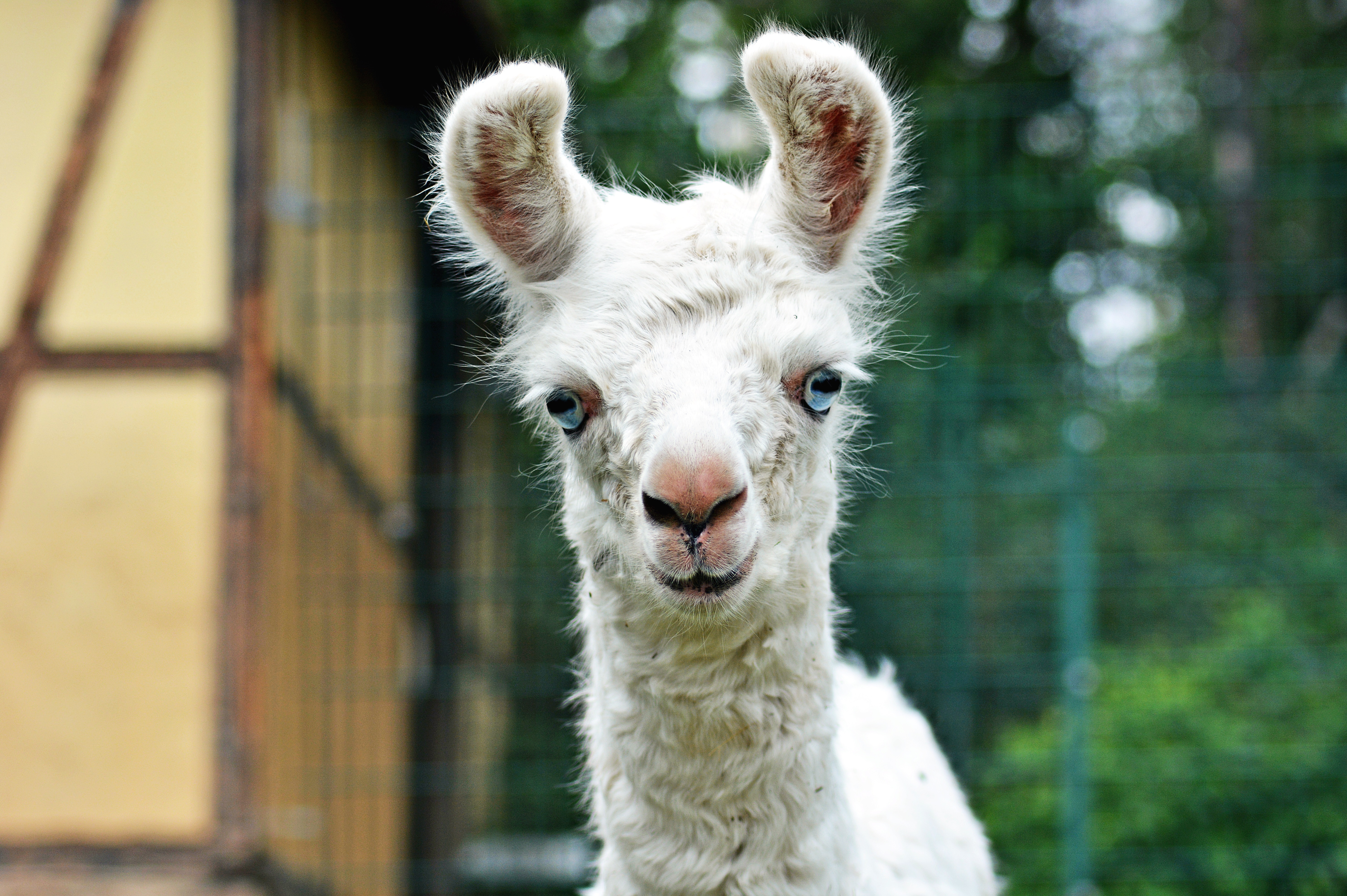